# Hrabstwo Okfuskee

Piramida wieku mieszkańców hrabstwa Okfuskee

Okfuskee – hrabstwo w stanie Oklahoma w USA. Założone 1907 roku. Populacja liczy 11 814 mieszkańców (stan według spisu z 2000 roku).
Powierzchnia hrabstwa to 1629 km² (w tym 10 km² stanowią wody). Gęstość zaludnienia wynosi 7 osoby/km².
Nazwa hrabstwa pochodzi od nazwy indiańskiego miasta Okfuskee w Alabamie.

## Miasta
- Bearden
- Boley
- Castle
- Clearview
- IXL
- Okemah
- Paden
- Weleetka